# Janusz Czerwiński (geomorfolog)
Janusz Stanisław Czerwiński (ur. 11 listopada 1936 we Lwowie, zm. 30 listopada 2018 we Wrocławiu) – polski geograf, geomorfolog, autor przewodników turystycznych po Sudetach, Dolnym Śląsku, Wrocławiu i Lwowie.

## Życiorys
Był absolwentem geografii na Uniwersytecie Wrocławskim, tytuł magistra otrzymał po wykonaniu pracy magisterskiej pt. Jugosławia – mapa fizyczna, skala 1:800 000 pod kierunkiem prof. Józefa Wąsowicza, w roku 1958.. Swoją karierę naukową związał jednak z Zakładem Geomorfologii, w którym pracował do przejścia na emeryturę. W latach 1994–2002, po odejściu prof. Alfreda Jahna, pełnił także obowiązki kierownika tego zakładu. Janusz Czerwiński był autorem i współautorem wielu popularnych przewodników turystycznych i publikacji popularnonaukowych o Dolnym Śląsku i Sudetach, a także przewodników po Wrocławiu i Lwowie. Do jego najważniejszych publikacji zalicza się między innymi Słownik geografii turystycznej Sudetów. Był członkiem i uczestnikiem wypraw jaskiniowych wrocławskiej Sekcji Grotołazów. 
Był pracownikiem etatowym w Instytucie Turystyki i Rekreacji Wyższej Szkoły Bankowej we Wrocławiu. 17 lutego 2014 r. otrzymał Złotą Odznakę Zasłużonego dla Województwa Dolnośląskiego. Spoczywa na Cmentarzu Grabiszyńskim.